# Algyő
Algyő là một làng thuộc hạt Csongrád, Hungary. Làng này có diện tích 75,77 km², dân số năm 2010 là 5209 người, mật độ 69 người/km².